# Deutsch Minihof

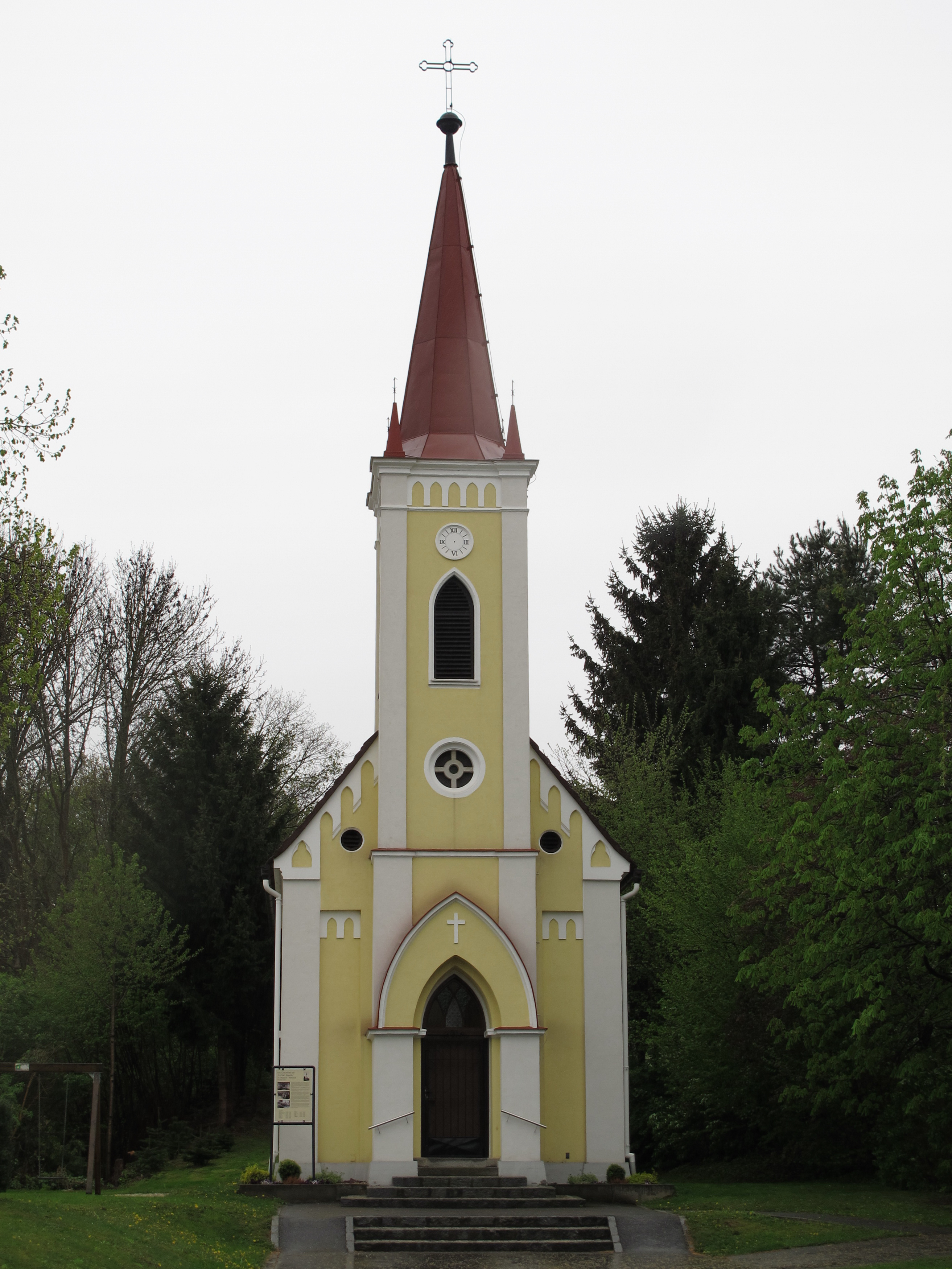
Die Ortskapelle in Deutsch Minihof

Deutsch Minihof (ungarisch Németlak) ist ein Ortsteil und eine Katastralgemeinde der Gemeinde Mogersdorf im Bezirk Jennersdorf im Burgenland in Österreich.

## Geografie
Deutsch Minihof liegt im Lafnitztal an der Grenze zu Ungarn. Die Mäander der Lafnitz bilden auch die Grenze zur Gemeinde Heiligenkreuz im Lafnitztal. Der Ort grenzt im Norden und Nordosten an Heiligenkreuz im Lafnitztal, im Süden an Mogersdorf, im Westen an Wallendorf und im Südosten an Szentgotthárd in Ungarn.
Das Gebiet bildet sowohl geologisch, als auch vom Relief eine organische Einheit mit dem Voralpengebiet. Ebenso gibt es Parallelen beim Klima sowie in hydrographischer und botanischer Hinsicht. Der 331 m hohe Schlösslberg, der einst der Weinberg der Zisterzienser von St. Gotthard war, bildet die letzte Erhebung im Gebiet zwischen Lafnitz und Raab.
Der Ort ist Teil des Naturparks Raab-Őrség-Goričko.

## Geschichte
Deutsch Minihof wird erstmals im Jahre 1548 urkundlich erwähnt.
Im Jahr 1664 war auch das Gebiet von Deutsch Minihof Schauplatz kriegerischer Auseinandersetzungen. Ein vereintes christliches Heer unter Generalleutnant Raimund Graf Montecuccoli besiegte dabei am 1. August die an Truppen und Kriegsgerät weit überlegenen Türken im Türkenkrieg 1663/1664. Im gesamten Gemeindegebiet erinnern mehrere Gedenkstätten an den bedeutsamen Sieg. Das 1969 erstmals durchgeführte Internationale Kulturhistorische Symposion Mogersdorf erinnert bis heute daran.
Am 8. Juni 1867 wird der einheitliche Kaiserstaat Österreich-Ungarn politisch in die selbständigen Reichshälften Österreich und Ungarn geteilt. Deutsch Minihof gehörte damit wie das gesamte Burgenland bis 1921 zur ungarischen Reichshälfte, Region Deutsch-Westungarn. Auf Anordnung der Regierung in Budapest musste ab 1898 aufgrund der Magyarisierungspolitik der ungarische Ortsname Németlak verwendet werden.
Nach Ende des Ersten Weltkriegs wurde die Gemeinde aufgrund der Verträge von St. Germain und Trianon zufolge 1919 Österreich zugesprochen. Dadurch gingen viele Arbeitsplätze im nahegelegenen St. Gotthard verloren, wodurch zahlreiche Menschen ab- oder auswanderten. Dies führte zu einer Verarmung des nunmehrigen Grenzgebietes.
Als Folge des Anschlusses an das Deutsche Reich erfolge 1938 die Auflösung des Burgenlandes. Deutsch Minihof gehörte bis 1945 zum Kreis Feldbach, Gau Steiermark. Gegen Ende des Zweiten Weltkriegs im Jahr 1945 wurde auch Deutsch Minihof von den Kampfhandlungen erfasst.
Mit Wirksamkeit vom 1. Jänner 1971 wurden aufgrund des Gemeindestrukturverbesserungsgesetzes die vordem selbständigen Gemeinden Deutsch Minihof und Wallendorf mit der Gemeinde Mogersdorf zusammengeschlossen.
1999 wurde von der genossenschaftlichen BIO–Fernwärme Wallendorf-Deutsch Minihof die Fernwärme-Anlage in Betrieb genommen, die zahlreiche Häuser im Ort und in Wallendorf mit Fernwärme versorgt. Im Jahr 2009 konnten bereits 78 angeschlossene Teilnehmer verbucht werden. 2010 musste die Anlage deshalb mit einem zweiten Heizkessel erweitert werden.

## Bürgermeister der selbständigen Gemeinde Deutsch Minihof
| Bürgermeister      | Partei | von  | bis  |
| ------------------ | ------ | ---- | ---- |
| Franz Fuchs        |        |      | 1918 |
| Johann Granitz     |        | 1918 | 1921 |
| Ambros Karner      |        | 1921 | 1932 |
| Alois Deutsch      |        | 1932 | 1938 |
| Rudolf Granitz     |        | 1938 | 1944 |
| Heinrich Korpitsch |        | 1944 | 1945 |
| Heinrich Granitz   | ÖVP    | 1946 | 1950 |
| Josef Strini       | ÖVP    | 1950 | 1954 |
| Karl Düh           | SPÖ    | 1954 | 1970 |

## Verkehr
Der Ort wird von der Mogersdorfer Landesstraße L116, die in Jennersdorf von der Güssinger Straße B57 abzweigt und nach Heiligenkreuz im Lafnitztal führt, durchzogen. Durch den Ort führt ebenfalls die Rosendorfer Landesstraße L416, die in Henndorf im Burgenland von der Güssinger Straße abzweigt und in Deutsch Minihof in die Mogersdorfer Landstraße einmündet.
Mit öffentlichen Verkehrsmitteln ist Deutsch Minihof durch die Postbuslinie 1868 Güssing – Heiligenkreuz im Lafnitztal – Jennersdorf erreichbar. Die sechs Kurse verkehren im Fahrplan 2014 auf dieser Strecke allerdings nur an Schultagen von Montag bis Freitag.

## Sehenswürdigkeiten
- Ortskapelle Deutsch Minihof – Die 1953 errichtete Dorfkapelle steht unter Denkmalschutz. Sie ist der Maria von Fatima geweiht (Listeneintrag).[11] 2008 wurde die Kapelle durch die Gemeinde mit Unterstützung des Landes Burgenland saniert und renoviert.[12]
- Friedensweg – Deutsch Minihof ist mit einem alten Bunker aus dem Zweiten Weltkrieg an den Friedensweg angebunden. Dafür wurde der Bunker freigelegt überdacht. Die schrecklichen Kämpfe und der damit verbundenen Zerstörungen werden in Erinnerung gerufen und mit Kampfberichten deutscher Soldaten ergänzt.[13]
- Weihnachtskrippe – Alljährlich wird zur Adventszeit vom Stammtisch Chaos das „Waaghäusl“ in eine Weihnachtskrippe umgestaltet. Die Einnahmen aus der Eröffnungsfeier kommen karitativen Zwecken zugute.[12]

## Vereine
- Freiwillige Feuerwehr Deutsch Minihof – Die Wehr wurde 1921 gegründet. Ihre Vorläufer gehen jedoch bis in das Jahr 1912 zurück, als unter Bürgermeister Franz Fuchs eine Handdruckspritze gekauft wurde. 1922 wurde das in wenigen Monaten erbaute Feuerwehrhaus samt Feuerglocke gesegnet wurde. Bereits 1923 hatte die Wehr ihren ersten Großeinsatz, als zwei nächtigende Viehhändler den Stall eines Landwirtes in Brand setzten. Während des Zweiten Weltkriegs übernahm erst die Hitlerjugend und später der Bund Deutscher Mädel den Feuerwehrdienst. Während der Errichtung des Ostwalls im Jahr 1944 diente das Feuerwehrhaus als Küche. Nach Kriegsende übernahm Franz Heuberger das Kommando der Wehr und baute diese wieder auf, da die russische Besatzung die Ausrüstungsgegenstände zerstört und verschleppt hatten. 1954 wurde die erste Motorspritze gekauft, die noch immer im Einsatz ist. Zwischen 1960 und 1963 wurde hauptsächlich durch Eigenleistungen das nunmehrige Feuerwehrhaus errichtet. Einen heiklen Einsatz hatte die Wehr 1964 zu bestehen als im Bereich des Eisernen Vorhangs ein Brand bekämpft werden musste und die Gefahr bestand, dass Freiwillige auf eine der zahlreichen Minen treten könnte. 1981 übergab Franz Heuberger nach 36-jähriger Tätigkeit das Kommando an Karl Granitz. Am 18. August 1983 wurde das neue Kleinlöschfahrzeug, das 2014 noch immer im Einsatz ist, gesegnet. Das 75-jährige Jubiläum der Wehr wurde 1996 mit einem viertägigen Fest begangen, in dessen Rahmen es zu einem Treffen von Deutsch Minihofnern aus aller Welt kam. Von Heidi Granitz wurde dabei nach dem Unterlagen von Bürgermeister Karl Düh eine handgeschrieben Chronik der Feuerwehr verfasst.[14]

In den Jahren 2011/12 wurde das bestehende Feuerwehrhaus einem Totalumbau unterzogen. Dabei wurde die im Obergeschoß befindliche Wohnung von außen durch eine Stiege erschlossen, wodurch der Feuerwehr nun das gesamte Erdgeschoß mit zwei Garagen zur Verfügung steht. Am 24. Juni 2012 wurde das neue Feuerwehrhaus, das nunmehr allen Erfordernissen entspricht, im Rahmen eines Feuerwehrfestes gesegnet. Die dabei erzielten Einnahmen dienen dem laufenden Betrieb und als Rücklage für ein neues Löschfahrzeug.
Mit Stand 1. November 2014 gehören der Wehr 32 Aktive und 7 Reservisten an. Kommandant ist Karl Granitz.
- Eis- und Stocksportverein Deutsch Minihof – Der Stocksportverein, der von Obmann Josef Lang geführt wird, verfügt über ein Klubhaus mit drei Asphaltstockbahnen, die öffentlich zugänglich sind, und einen Eislaufteich. Für den größten Erfolg des Vereins sorgte Johann Schwarz im Jahr 2000 mit dem Gewinn des burgenländischen Landesmeistertitels im Einzelschießen. Jährlich werden Gemeindemeisterschaften mit mehreren Moarschaften veranstaltet.[14]
- Limmitationes – Die Kulturinitiative „für den lustvollen Umgang mit Literatur, Musik und Malerei“ wurde 1992 gegründet und nimmt in der österreichischen Kulturlandschaft einen hohen Stellenwert ein. Obmann ist Udo Preis. Ziel des Vereins ist es, die Kommunikation zwischen den geladenen Künstlern und Aktiven einerseits, und den Zuhörern andererseits, ins Zentrum zu rücken. Er bietet für Österreich einmalige Veranstaltungen, worauf der hohe Anteil an Uraufführungen zurückzuführen ist. Limmitationes veranstaltete nicht nur rund 400 Konzerte, Lesungen, Ausstellungen und Diskussionstreffen, sondern produzierte darüber hinaus fünf CDs und ein Literaturbuch. Vom ORF wurden mehr als 50 Konzerte mitgeschnitten und im Radioprogramm Ö1 gesendet.

Der Verein erhielt für seine Tätigkeit 1998 vom Bundeskanzleramt eine Prämie für engagierte und innovative Kulturvermittlungsarbeit 2004 vom Land Burgenland einen Förderpreis für grenzüberschreitende Kulturarbeit.
Das Bundesministerium für Unterricht, Kunst und Kultur verlieh ihm 2007 das Bundesehrenzeichen für Kulturarbeit.
An Gastkünstlern kann der Verein unter anderen auf Gato Barbieri (2001), Lotte Ledl (2004) oder Walter Schmögner (2007) verweisen.
- Powerdreamteam – Mentalaufbau – Dieser gemeinnützige Verein unter der Präsidentin Brigitte Krems wurde 2011 gegründet. Sein Ziel nach Selbstdefinition ist es „Kinder und Jugendliche zu fördern und unterstützen, sowie auch Erwachsene zu motivieren, ihre Persönlichkeit zu stärken um ihr eigenes Leben Selbst-Bewusst zu meistern.“ Insbesondere sollen Indigo-Kinder dabei auf ihrem Weg begleitet werden.[20]